# دنیل کالویا
دنیل کالویا (انگلیسی: Daniel Kaluuya؛ زادهٔ ۸ مهٔ ۱۹۸۹) یک هنرپیشه اهل بریتانیا است. وی از سال ۲۰۰۶ میلادی تاکنون مشغول فعالیت بوده‌است. مهم‌ترین افتخار وی جایزه بهترین بازیگر مکمل از اسکار ۲۰۲۱ می‌باشد.
از فیلم‌ها یا برنامه‌های تلویزیونی که وی در آن نقش داشته‌است می‌توان به جانی اینگلیش دوباره متولد می‌شود، کیک-اس ۲، بیوه‌ها، برو بیرون اشاره کرد.

## فیلم‌شناسی
| سال  | عنوان                                  | نقش                   | یادداشت‌ها |
| ---- | -------------------------------------- | --------------------- | --------- |
| ۲۰۰۶ | شلیک به پیام‌آور                        | ریس                   |           |
| ۲۰۰۸ | کاس                                    | کاس پنانت جوان        |           |
| ۲۰۱۰ | اتاق گفتگو                             | مو                    |           |
| ۲۰۱۱ | جانی اینگلیش دوباره متولد می‌شود        | مأمور کالین تاکر      |           |
| ۲۰۱۳ | به پانچ خوش آمدید                      | جوکا اوگادووا         |           |
| ۲۰۱۳ | کیک-اس ۲                               | بلک دث                |           |
| ۲۰۱۵ | سیکاریو                                | رجی وین               |           |
| ۲۰۱۷ | برو بیرون                              | کریس واشینگتن         |           |
| ۲۰۱۸ | پلنگ سیاه                              | وکابی                 |           |
| ۲۰۱۸ | بیوه‌ها                                 | جاتم منینگ            |           |
| ۲۰۱۹ | کوئین و اسلیم                          | ارنست «سلیم» هاینز    |           |
| ۲۰۲۰ | سرود کریسمس                            | روح هدیهٔ کریسمس (صدا) |           |
| ۲۰۲۱ | یهودا و مسیح سیاه                      | فرد همپتون            |           |
| ۲۰۲۲ | برای عیسی بوق بزن. روح خود را نجات بده | —                     | تهیه‌کننده |
| ۲۰۲۲ | جواب منفی                              | جیمز هیوود            | پس‌تولید   |
| ۲۰۲۲ | پلنگ سیاه: واکاندا تا ابد              | وکابی                 | پس‌تولید   |